# Assessore (ordinamento italiano)
L'assessore o consigliere in Italia è il componente dell'organo esecutivo di un ente territoriale locale, in particolare della giunta regionale, provinciale o comunale, diverso dal presidente (che, nel caso del comune, è il sindaco). 
La denominazione è utilizzata anche nelle giunte delle unioni di comuni, comprese le comunità montane e, in certe città (ad esempio Roma), delle circoscrizioni di decentramento comunale.

## Nomina

### Comuni e province
Gli assessori comunali e provinciali sono nominati dal sindaco o, rispettivamente, dal presidente della provincia fra i cittadini in possesso dei requisiti di candidabilità, eleggibilità e compatibilità alla carica di consigliere. Nelle province e nei comuni con popolazione pari o superiore a 15 000 abitanti gli assessori possono essere nominati al di fuori dei componenti del consiglio comunale, mentre nei comuni con popolazione inferiore a 15 000 abitanti tale possibilità deve essere prevista dallo statuto. Il numero di assessori è stabilito dallo statuto comunale o provinciale e non può essere superiore a un terzo (arrotondato) del numero dei consiglieri comunali o provinciali (computando a tale fine anche il sindaco o il presidente della provincia) e comunque a dodici. Nei comuni con popolazione pari o superiore a 15 000 abitanti e nelle province la carica di assessore è incompatibile con quella di consigliere comunale e provinciale; qualora un consigliere assuma la carica di assessore, cessa da quella di consigliere all'atto dell'accettazione della nomina.

### Regioni
Per quel che riguarda le regioni a statuto ordinario, secondo l'art. 122 della Costituzione: "Il Presidente eletto nomina e revoca i componenti della Giunta". La disposizione costituzionale nulla dice sui requisiti per la nomina ad assessore, che sono quindi lasciati alla disciplina dello statuto regionale. La generale interpretazione della disposizione costituzionale ritiene comunque compatibile con essa la possibilità di nominare assessori esterni al consiglio regionale, prevista dalla generalità degli statuti. Gli statuti prevedono anche il numero massimo di assessori che possono essere nominati (in Piemonte, ad esempio, è fissato in quattordici).
Norme analoghe a quelle ora viste sono contenute dal 2001 negli statuti delle regioni a statuto speciale, con l'eccezione della Valle d'Aosta e del Trentino-Alto Adige che hanno mantenuto l'elezione degli organi esecutivi da parte del consiglio regionale, come avveniva in tutte le regioni prima della riforma costituzionale del 1999.
Nella pratica gli assessori sono scelti tra gli esponenti delle forze politiche appartenenti alla coalizione che sostiene il sindaco, il presidente della provincia o il presidente della regione. Possono esserci anche i cosiddetti assessori "tecnici". In Trentino-Alto Adige è vigente una norma che limita a tre legislature consecutive i possibili mandati di un assessore comunale.

## Funzioni
A ciascun assessore è solitamente attribuita la "delega" per un determinato settore dell'attività amministrativa dell'ente, sebbene non si tratti necessariamente di una delega amministrativa in senso proprio, comportante l'esercizio di poteri esterni, bensì di una "delega di firma" comportante l'imputazione al Sindaco o al Presidente della Regione di ogni atto firmato dall'assessore, (che appunto firma gli atti con la dicitura "per il Sindaco" o "per il Presidente"). In virtù della delega l'assessore, oltre a riferire in Giunta sulle questioni afferenti al suo settore e a fungere da relatore per le relative deliberazioni, sovrintende ad un insieme di uffici dell'ente che nella prassi è denominato assessorato e dà direttive ai responsabili degli uffici e dei servizi, ma ciò facendo non fa altro che esercitare, mediante la delega di firma,  le funzioni di "sovrintendenza" sugli uffici di cui è titolare il Sindaco, o il Presidente della Regione (si noti che gli assessori provinciali sono stati aboliti dalla cosiddetta Legge Del Rio). Per quanto riguarda Comuni e Provincie il potere di sovrintendenza sugli uffici comunali o provinciali, compete al Sindaco o al Presidente della Provincia, ai sensi dell'art.50 comma 2 del Testo unico degli Enti locali; da sempre appaiono connessi a questo potere di "sovrintendenza" limiti e incertezze interpretative: in effetti il legislatore ha lasciato del tutto imprecisato questo potere di "sovrintendenza" per quanto riguarda gli effetti e le forme, esso non appare nemmeno definito rispetto al concorrente principio di "separazione tra politica e amministrazione" che oggi informa l'attività degli Enti locali (su cui infra). Nella prassi il potere di sovrintendenza sugli uffici comunali (o sugli uffici provinciali o regionali) si concreta in una vigilanza informale nei luoghi di lavoro, nel rivolgere suggerimenti orali ai funzionari e, al più, nella redazione di lettere in forma libera contenenti generiche "direttive" agli uffici comunali (o provinciali o regionali), che (come è per qualunque direttiva nota al diritto amministrativo), costituiscono solo criteri per il successivo esercizio della discrezionalità amministrativa da parte dei funzionari destinatari (quindi ogni funzionario destinatario di una direttiva rimane libero di scegliere i tempi e i mezzi per l'attuazione della stessa, così come rimane libero di disapplicare o di applicare in deroga la direttiva, laddove dia ai suoi comportamenti o atti amministrativi opportuna motivazione). E' discusso se il potere di sovrintendenza sugli uffici comunali o provinciali di cui all'art. 50 comma 2 del TUEEL comprenda il diritto di accesso agli atti degli uffici dell'Ente locale, che l'art.43 del medesimo testo unico attribuisce esplicitamente ai consiglieri; la giurisprudenza amministrativa sembra deporre per la soluzione negativa. Sebbene l'assessorato sia per certi versi assimilabile ad un piccolo ministero, a differenza di questo non costituisce un'amministrazione distinta ma una semplice ripartizione organizzativa in seno dell'ente.
Da quanto detto emerge che l'assessore opera come membro di un organo collegiale dell'ente, la Giunta, e non come organo monocratico, a differenza dei ministri (e degli assessori della Regione Siciliana) che, invece, uniscono i due ruoli. L'assessore assume anche la veste di organo monocratico solo nel momento in cui riceve dal Sindaco o dal Presidente una delega in senso proprio, comportante l'esercizio di poteri a rilevanza esterna. In ogni caso, l'assessore può impartire direttive ai dirigenti del suo assessorato. Peraltro, si ritiene che gli statuti regionali, provinciali e comunali, grazie alla maggior autonomia organizzativa riconosciuta in questi ultimi anni agli enti, possano diversamente configurare il rapporto tra assessore e giunta, attribuendo direttamente al primo poteri a rilevanza esterna. Va comunque precisato che a seguito dell'introduzione del principio di separazione tra attività di indirizzo politico e attività amministrativa operata dalla L.127 del 1997 (cosiddetta "Bassanini-bis") il ruolo degli assessori come uffici monocratici si limita al potere di impartite atti d'indirizzo ai dirigenti degli uffici amministrativi, la cui inosservanza è causa di revoca dell'incarico (art. 109, comma 1, d.lgs. 276/2000).
Un esempio di assessorato, presente in molti comuni italiani di grandi dimensioni, è quello all'annona, tra le cui competenze, oltre al tradizionale compito di regolare il commercio e i mercati (anticamente l'annona assicurava l'approvvigionamento alimentare), vi è la concessione delle licenze commerciali, che possono avere un peso rilevante nell'economia cittadina.

## Denominazione nelle lingue minoritarie
Nelle regioni a statuto speciale di ogni regime di bilinguismo, la denominazione assessore è affiancata dalle seguenti:
- nella Valle d'Aosta, bilingue italiano/francese, assesseur;
- nella Provincia autonoma di Bolzano, bilingue italiano/tedesco, Assessor oppure:
  - Stadtrat (fem. Stadträtin) per la giunta comunale di Bolzano;
  - Landesrat (fem. Landesrätin) per la giunta provinciale (Landesregierung);
- in Friuli-Venezia Giulia, per i comuni delle provincie di Trieste, Gorizia e Udine il cui statuto prevede il bilinguismo italiano/sloveno, odbornik.